# Зарічне (Новоодеська міська громада)
Зарі́чне (колишня назва — Григорівка) — село в Україні, у Новоодеській міській громаді Миколаївського району Миколаївської області. Населення становить 232 особи.

## Населення
Згідно з переписом УРСР 1989 року чисельність наявного населення села становила 158 осіб, з яких 64 чоловіки та 94 жінки.
За переписом населення України 2001 року в селі мешкали 232 особи.

### Мова
Розподіл населення за рідною мовою за даними перепису 2001 року:
| Мова       | Відсоток |
| ---------- | -------- |
| українська | 91,38 %  |
| російська  | 5,17 %   |
| молдовська | 0,86 %   |
| інші       | 2,59 %   |